# 吐逊江·艾力
吐逊江·艾力（維吾爾語：تۇرسۇنجان ئەلى‎；1968年8月—），维吾尔族，新疆疏附人。
1990年3月加入中国共产党。石河子农学院农学专业毕业，大学本科学历。历任中共新疆维吾尔自治区喀什市委常委，共青团喀什地区委员会书记，新疆维吾尔自治区委员会副书记、书记，自治区青年联合会主席等职。2011年1月任中共新疆伊犁哈萨克自治州党委副书记。2015年11月27日，新疆维吾尔自治区第十二届人民代表大会常务委员会第十九次会议决定任命吐逊江·艾力为新疆维吾尔自治区人民政府秘书长，接替五个月前因违纪问题被调查的阿力木江·买买提明。2020年6月，出任新疆维吾尔自治区农业农村厅厅长。
2021年11月，因涉嫌严重违纪违法，接受新疆维吾尔自治区纪委监委纪律审查和监察调查。